# Boara Pisani
Boara Pisani (velenceiül Boara Pixani) település Olaszországban, Veneto régióban, Padova megyében. Lakosainak száma 2379 fő (2023. január 1.). Boara Pisani Anguillara Veneta, Pozzonovo, Rovigo, Stanghella és Vescovana községekkel határos.

## Népesség
A település népességének változása:
| Lakosok száma | 2520 | 2493 | 2379 |
|               | 2017 | 2018 | 2023 |